# Live in Tokyo
Live in Tokyo ist ein Livealbum der französischen Progressive-Rock- und Zeuhl-Gruppe Magma. Es wurde 2005 in Tokio von Francis Linon aufgenommen, und am 24. Mai 2009 zunächst nur in Japan veröffentlicht, war zwischenzeitlich aber auch über Seventh Records in Frankreich erhältlich.

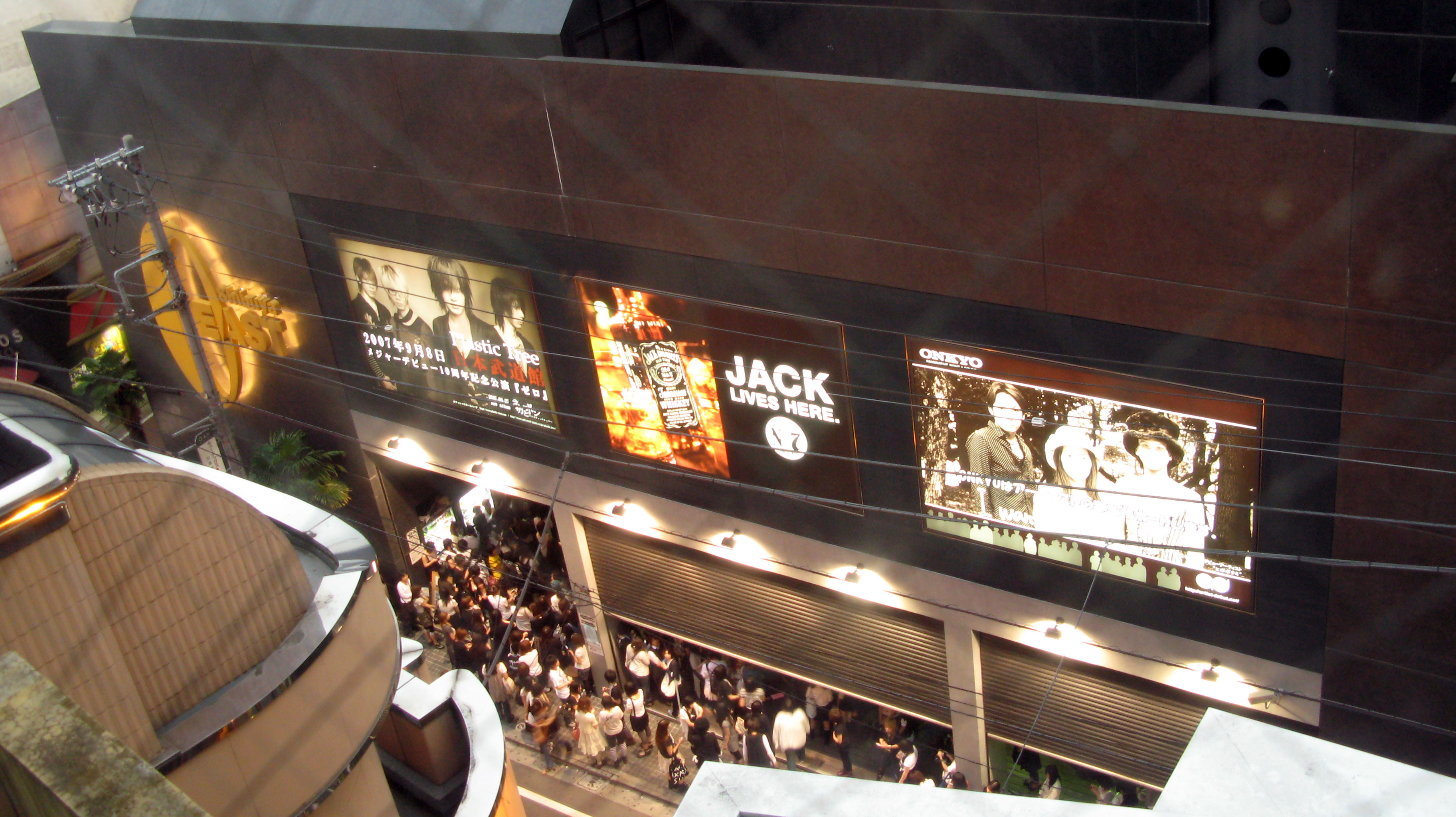
Das Shibuya O-East 2007

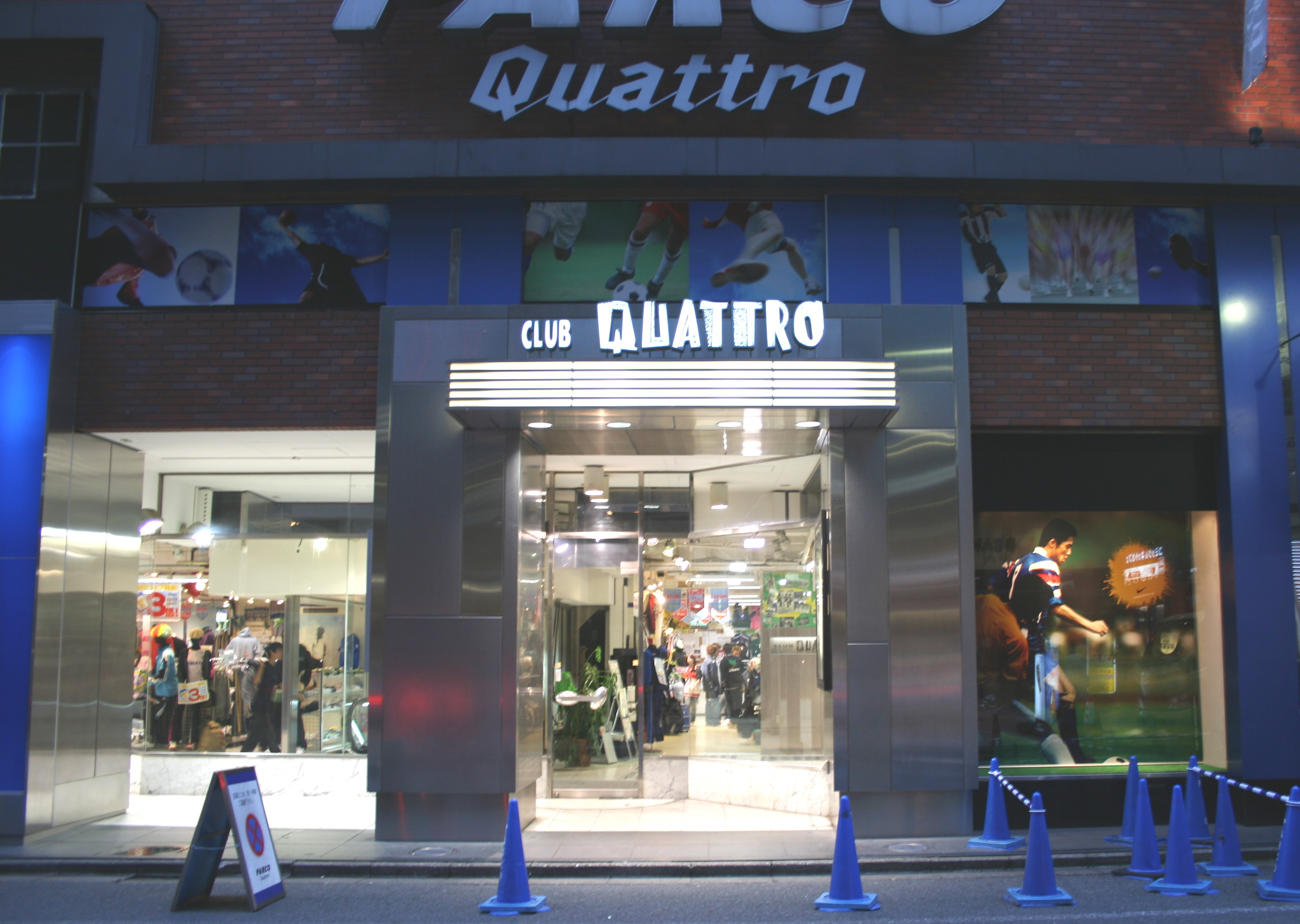
Shibuya Club Quattro, 2005

Die 2005 während einer Tournee in Japan aufgenommene Doppel-CD, präsentiert zwei unterschiedliche Aspekte Magmas als Liveband: Die auf der ersten CD, Zünd 1 im Club Shibuya O-East in Tokio aufgenommenen Titel bieten eine Version von K.A, die nahe am Original und von einer fast identischen Besetzung wie auf dem 2004 erschienenen Studioalbum Köhntarkösz Anteria gespielt wurde. Die zweite CD unter dem Namen Les Voix de Magma enthält eine gekürzte Version der Theusz Hamtaahk-Trilogie, bestehend aus Theusz Hamtaahk, Ẁurdah Ïtah und Mëkanïk Dëstruktïẁ Kömmandöh. Diese Trilogie wurde bei Auftritten im Tokioter Club Quattro in verschiedenen Versionen, vokal und instrumental, aufgeführt und aufgezeichnet. Die Aufnahmen der zweiten CD wurde von einer reduzierten, fast ausschließlich aus Vokalisten bestehenden Besetzung gespielt und lässt die instrumentalen Teile aus.

## Titelliste
Alle Titel wurden von Christian Vander geschrieben.

### Zünd 1 (Live at O-East)
1. Applause début – 0:37
2. K.A. I – 10:38
3. K.A. II – 15:27
4. K.A. III – 22:38
5. Applause fin – 1:37

### Zünd 2 (Live at Club Quattro)
1. Applause début – 0:55
2. Theusz Hamtaahk – 13:40
3. Ẁurdah Ïtah – 16:53
4. Mëkanïk Dëstruktïẁ Kömmandöh – 19:44
5. Applause fin – 2:19

## Besetzung
Die Konzerte wurden in unterschiedlichen Besetzungen gespielt.

### Zünd 1 (Magma)
Konzert im Club O-East, Tokio:
- Christian Vander: Schlagzeug
- Philippe Bussonnet: Bass
- James Mac Gaw: Gitarre
- Emmanuel Borghi: Keyboard
- Frédéric D’Oelsnitz: Keyboard
- Stella Vander: Gesang, Perkussion
- Isabelle Feuillebois: Gesang
- Himiko Paganotti: Gesang
- Antoine Paganotti: Gesang

### Zünd 2 (Les Voix de Magma)
Konzert im Club Quattro, Tokio:
- Christian Vander: Gesang, Tamburin
- Emmanuel Borghi: Klavier
- Stella Vander: Gesang, Perkussion
- Isabelle Feuillebois: Gesang
- Himiko Paganotti: Gesang
- Antoine Paganotti: Gesang, Perkussion